# Bahnhof Schwyz
Der Bahnhof Schwyz der Schweizerischen Bundesbahnen (SBB) liegt in Seewen (Kanton Schwyz), das politisch zur Gemeinde Schwyz gehört.

## Geschichte

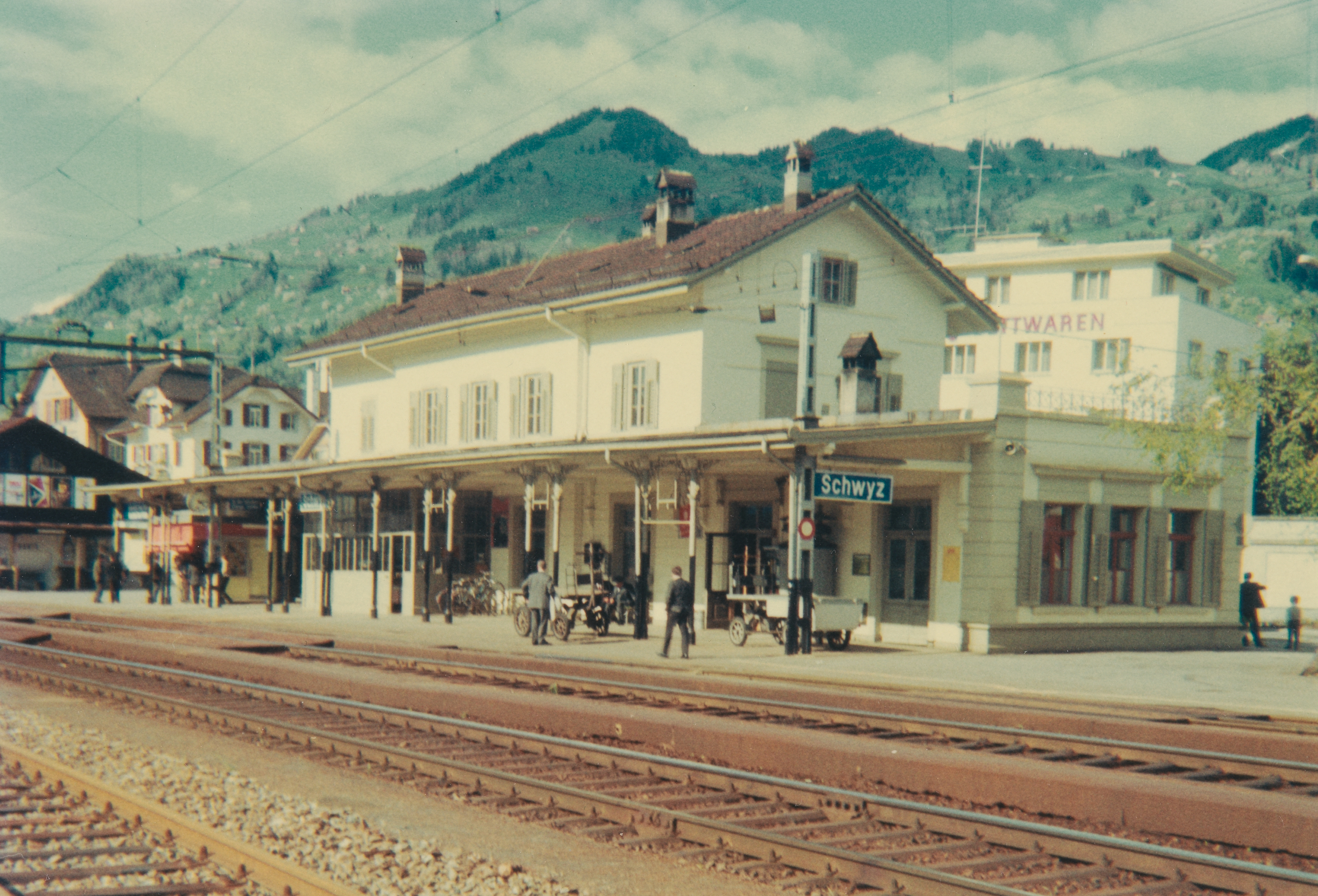
Altes Stationsgebäude, Bahnseite (undatiert)

Der Bahnhof wurde 1882 eröffnet, als die Gotthardbahn ihren Betrieb von Immensee nach Chiasso aufnahm. Mit der GB-Verstaatlichung 1909 gelangte der Bahnhof in Besitz der SBB. 
1900 wurde der Bahnhof mit dem Bau der Linie Schwyz Bahnhof–Schwyz Post ans Netz der Schwyzer Strassenbahnen angeschlossen, das 1914 bis zum Bahnhof Brunnen und der Brunner Schiffstation verlängert wurde.
1979 und 1980 wurde der gesamte Bahnhof saniert, das Empfangsgebäude abgebrochen und durch das jetzt bestehende, postmoderne Gebäude ersetzt. Auch wurde die Bahnsteiganlage erneuert. Die Gleisanlagen wurden ausgebaut.
2023 wurde das Reisezentrum geschlossen.

## Anlage
Die Bahnanlagen umfassen vier Durchgangsgleise, von denen drei an einem Bahnsteig liegen. Jedoch werden fahrplanmässig nur die am Mittelbahnsteig liegenden Gleise 2 (Richtung Brunnen) und 3 (Richtung Steinen/Arth-Goldau) für den Personenverkehr genutzt, das am Hausbahnsteig liegende Gleis 1 und das bahnsteiglose Gleis 4 werden für Überholfahrten genutzt. Der Bahnhof Schwyz besitzt eine vergleichsweise grosse Bedeutung im regionalen Güterverkehr, mit der KIBAG, der Arthur Weber Stahl, Planzer Transport und der Victorinox werden diverse Unternehmen mit Ganzzügen oder im Einzelwagenladungsverkehr via Anschlussgleise bedient.
Der Busbahnhof liegt neben dem Empfangsgebäude und verfügt über fünf Bussteige.

## Lage
Der Bahnhof Schwyz SBB liegt mitten im Schwyzer Talkessel im Ortsteil Seewen zwischen den Mythen und dem Urmiberg. Er befindet sich auf der Nord-Süd-Achse zwischen Zürich und dem Tessin. Das Ortszentrum von Schwyz befindet sich in zwei Kilometern Entfernung.

## Anbindungen
- 26 Basel SBB – Luzern –  Göschenen – Locarno  FS  (Treno Gottardo)
- 46 Zürich HB – Göschenen – Locarno  FS  (Treno Gottardo)
- S 2 Baar Lindenpark – Walchwil (– Erstfeld)
- S 3 Luzern – Brunnen

Dank verschiedener Buslinien gelangt man vom Bahnhof Schwyz in knapp fünf Minuten ins Dorfzentrum. 
- 501 Arth, Klostermatt – Arth-Goldau, Bahnhof – Lauerz, Dorf – Schwyz, Bahnhof –  Schwyz, Zentrum – Muotathal, Hölloch (AAGS)
- 503 Seewen, Seewen Markt – Schwyz, Bahnhof –  Schwyz, Zentrum – Rickenbach, Stalden (AAGS)
- 505 Schwyz, Bahnhof –  Schwyz, Zentrum – Rickenbach, Stalden – Ibergeregg, Passhöhe, – Hoch-Ybrig, Talst. Laucheren (AAGS)
- 508 Küssnacht am Rigi, Bahnhof – Greppen, Oberhaus – Weggis, Dorfplatz – Vitznau, Station – Gersau, Wehri – Brunnen, Bahnhof – Schwyz, Bahnhof – Seewen, Seewen Markt (AAGS)
- 526 Rotkreuz, Bahnhof Nord – Arth-Goldau, Bahnhof – Schwyz, Bahnhof – Brunnen, Bahnhof (ZVB)

## Unfälle
Anprall April 2012
Bei einem Rangiermanöver auf dem Anschlussgleis der KIBAG kam es am 10. April 2012 zu einem Anprall einer manövrierenden Rangierkomposition auf zwei stehende Waggons. Diese durchbrachen den Prellbock. Aufgrund der Absturzgefahr auf den darunter liegenden Autobahnzubringer mussten die Hauptstrasse und der Autobahnanschluss Schwyz gesperrt werden.
Rangierunfall mit Fahrleitungsstörung Juni 2018
Am Abend des 14. Juni 2018 ereignete sich bei einem Rangiermanöver eine Rangierunregelmässigkeit mit Zwergsignalfall. Die Güterwagen überfuhren ein Halt zeigendes Zwergsignal, durchbrachen ein Tor und prallten in einen Fahrleitungsmast, der umkippte und ein Joch mit sich riss, das den gesamten Bahnhof umspannte. Die Gotthardbahn war anschliessend für zwölf Stunden komplett unterbrochen.